# Russenfranjekelkje
Het russenfranjekelkje (Lachnum diminutum) is een schimmel behorend tot de familie Lachnaceae. Het groeit saprotroof op dode stengels van russen (Juncus) in verschillende biotopen.

## Kenmerken

### Uiterlijke kenmerken
De apothecia (vruchtlichamen) zijn hebben een diameter tot 0,5 mm. Ze zijn wit van kleur met een geel hymenium.

### Microscopische kenmerken
De randharen meten 30-40 × 3-4 µm. De asci zijn 60-73 µm long. De ascosporen zijn spoelvormig en meten 11-17 × 2,1-2,3 µm / 10-15 × 1,5 µm.

## Verspreiding
In Nederland komt het russenfranjekelkje zeldzaam voor. Het staat niet op de rode lijst en is niet bedreigd.